# San Jacinto (Linares)
San Jacinto (auch: Comunidad Capaña) ist eine Streusiedlung im Departamento Potosí im Hochland des südamerikanischen Andenstaates Bolivien.

## Lage im Nahraum
San Jacinto liegt in der Provinz José María Linares und ist der größte Ort des Municipio Ckochas im Distrito Linares Norte. Die Ortschaft liegt auf einer Höhe von 3373 m in der Ebene Chimpa Pata Pampa im Quellbereich der Quebrada Duraznomayu, die direkt östlich der Ortschaft aufgestaut ist und dann in nordöstlicher Richtung fließt.

## Geographie
San Jacinto liegt zwischen dem bolivianischen Altiplano im Westen und der Cordillera Central im Osten. Das Klima der Region ist semiarid und ein typisches Tageszeitenklima, bei dem die mittleren Temperaturschwankungen im Tagesverlauf stärker ausfallen als im Jahresverlauf.
Die Jahresdurchschnittstemperatur in der Region beträgt etwa 17 °C (siehe Klimadiagramm Betanzos), die Monatswerte schwanken nur unwesentlich zwischen 14 °C im Juni/Juli und 19 °C von November bis Januar. Die jährliche Niederschlagsmenge liegt bei knapp 500 mm, die Trockenzeit dauert von April bis Oktober mit Monatswerten unter 30 mm, nur im Januar wird ein Niederschlag von 100 mm erreicht.

## Verkehrsnetz
San Jacinto liegt in einer Entfernung von 70 Straßenkilometern östlich von Potosí, der Hauptstadt des Departamentos.
Von Potosí aus führt die überregionale Nationalstraße Ruta 5 nach Nordosten über Betanzos nach Sucre und weiter in Richtung Santa Cruz im bolivianischen Tiefland. Östlich von Betanzos nach siebzehn Kilometern, kurz hinter der Ortschaft Sijllani, zweigt eine Landstraße in südöstlicher Richtung ab und erreicht nach acht Kilometern Ckochas, von dort sind es noch einmal zwei Kilometer nach Nordwesten bis zum Zentrum von San Jacinto.

## Bevölkerung
Die Einwohnerzahl der Ortschaft ist in dem Jahrzehnt zwischen den letzten beiden Volkszählungen um etwa ein Zehntel zurückgegangen:
| Jahr | Einwohner         | Quelle       |
| ---- | ----------------- | ------------ |
| 1992 | keine Detaildaten | Volkszählung |
| 2001 | 578               | Volkszählung |
| 2012 | 519               | Volkszählung |
| 2024 |                   | Volkszählung |

Die Region weist einen deutlichen Anteil an Quechua-Bevölkerung auf, im Municipio Ckochas sprechen 81,9 Prozent der Bevölkerung Quechua.